# Fulvio Gonzaga
Fulvio Gonzaga (1558 – Portiolo, 13 luglio 1615) è stato un condottiero, militare e letterato italiano.

## Biografia

### Gioventù
Era il quarto figlio maschio sopravvissuto del nobile condottiero Sigismondo II Gonzaga, dei Gonzaga di Vescovato e di Lavinia Rangoni.

### Carriera militare e attività letteraria
Fu co-marchese di Vescovato insieme ai fratelli. Seguendo le orme paterne intraprese la carriera militare e fu al servizio dei Gonzaga di Mantova. Fu al seguito del duca di Mantova Vincenzo I Gonzaga combattendo in Ungheria nel 1595 contro i Turchi. Al ritorno dall'Ungheria abbandonò la vita di corte, ritirandosi nella sua villa di Portiolo, dove si dedicò alle attività letterarie.

## Ascendenza
|                       |                       |                        | Genitori                |  |  | Nonni |  |  | Bisnonni         |  |  | Trisnonni          |  |
|                       |                       |                        |                         |  |  |       |  |  | Giovanni Gonzaga |  |  | Federico I Gonzaga |  |
|                       |                       |                        |                         |  |  |       |  |  | Giovanni Gonzaga |  |  | Federico I Gonzaga |  |
|                       |                       | Margherita di Baviera  |                         |  |  |       |  |  | Giovanni Gonzaga |  |  |                    |  |
| Sigismondo I Gonzaga  |                       |                        |                         |  |  |       |  |  | Giovanni Gonzaga |  |  |                    |  |
|                       |                       | Laura Bentivoglio      | Giovanni II Bentivoglio |  |  |       |  |  |                  |  |  |                    |  |
|                       |                       | Laura Bentivoglio      | Giovanni II Bentivoglio |  |  |       |  |  |                  |  |  |                    |  |
|                       |                       | Laura Bentivoglio      | Ginevra Sforza          |  |  |       |  |  |                  |  |  |                    |  |
| Sigismondo II Gonzaga |                       | Laura Bentivoglio      |                         |  |  |       |  |  |                  |  |  |                    |  |
|                       |                       | Cristoforo Pallavicino | Pallavicino Pallavicini |  |  |       |  |  |                  |  |  |                    |  |
|                       |                       | Cristoforo Pallavicino | Pallavicino Pallavicini |  |  |       |  |  |                  |  |  |                    |  |
|                       |                       | Cristoforo Pallavicino | Caterina Fieschi        |  |  |       |  |  |                  |  |  |                    |  |
| Antonia Pallavicino   |                       | Cristoforo Pallavicino |                         |  |  |       |  |  |                  |  |  |                    |  |
|                       |                       | Bona della Pusterla    | ...                     |  |  |       |  |  |                  |  |  |                    |  |
|                       |                       | Bona della Pusterla    | ...                     |  |  |       |  |  |                  |  |  |                    |  |
|                       |                       | Bona della Pusterla    | ...                     |  |  |       |  |  |                  |  |  |                    |  |
| Fulvio Gonzaga        |                       | Bona della Pusterla    |                         |  |  |       |  |  |                  |  |  |                    |  |
|                       | Niccolò Maria Rangoni | Guido I Rangoni        |                         |  |  |       |  |  |                  |  |  |                    |  |
|                       | Niccolò Maria Rangoni | Guido I Rangoni        |                         |  |  |       |  |  |                  |  |  |                    |  |
|                       | Niccolò Maria Rangoni | Giovanna Boiardo       |                         |  |  |       |  |  |                  |  |  |                    |  |
| Guido II Rangoni      | Niccolò Maria Rangoni |                        |                         |  |  |       |  |  |                  |  |  |                    |  |
|                       |                       | Bianca Bentivoglio     | Giovanni II Bentivoglio |  |  |       |  |  |                  |  |  |                    |  |
|                       |                       | Bianca Bentivoglio     | Giovanni II Bentivoglio |  |  |       |  |  |                  |  |  |                    |  |
|                       |                       | Bianca Bentivoglio     | Ginevra Sforza          |  |  |       |  |  |                  |  |  |                    |  |
| Lavinia Rangoni       |                       | Bianca Bentivoglio     |                         |  |  |       |  |  |                  |  |  |                    |  |
|                       |                       | Federigo Pallavicino   | ...                     |  |  |       |  |  |                  |  |  |                    |  |
|                       |                       | Federigo Pallavicino   | ...                     |  |  |       |  |  |                  |  |  |                    |  |
|                       |                       | Federigo Pallavicino   | ...                     |  |  |       |  |  |                  |  |  |                    |  |
| Argentina Pallavicina |                       | Federigo Pallavicino   |                         |  |  |       |  |  |                  |  |  |                    |  |
|                       |                       | ...                    | ...                     |  |  |       |  |  |                  |  |  |                    |  |
|                       |                       | ...                    | ...                     |  |  |       |  |  |                  |  |  |                    |  |
|                       |                       | ...                    | ...                     |  |  |       |  |  |                  |  |  |                    |  |
|                       |                       | ...                    |                         |  |  |       |  |  |                  |  |  |                    |  |

## Discendenza
Fulvio sposò probabilmente Benedetta Bonatti, ma non ebbero figli.